# Masked
Masked es una obra teatral escrita por el dramaturgo israelí Ilan Hatsor, nacido en 1964, que fue estrenada en 1990 y desde entonces ha sido representada en más de 100 países de todo el mundo.

## Origen de la obra
El autor, cuya familia provenía de Irak y Marruecos, nació en Israel y pasó su infancia y adolescencia en Haifa. Aprendió la lengua árabe y estudió Dramaturgia y Dirección teatral en la Universidad de Tel Aviv.
Influenciado por la primera Intifada (1987-1993), un levantamiento de los habitantes de Cisjordania y la Franja de Gaza contra los israelíes, motorizado por organizaciones armadas palestinas, escribió la obra Enmascarado conocida en muchos países por su nombre en inglés Masked, galardonada con el primer premio en el Festival de Acre. Sobre ella dijo el autor: “Yo sentí que muy cerca de nuestros hogares estaban ocurriendo dramas tremendos, que implicaban dilemas y decisiones relativos a la vida y la muerte, y necesitaba escribir sobre ello”.
La obra tiene los elementos de una tragedia griega y el autor señaló que el conflicto básico –el choque entre hermanos- es el más antiguo de los conflictos en el mundo: “no los vi como árabes o como palestinos, sino como hermanos”, dice refiriéndose a los personajes.

## Resumen
Es la historia tres palestinos hermanos: el mayor es Daoud, casado y con un hijo pequeño que trabaja en una ciudad israelí; el siguiente es Naim, integrante de una organización armada que baja a la ciudad desde su escondite en las montañas por razones que se irán conociendo en el transcurso de la obra; el menor, Khalid, atiende una pequeña carnicería familiar con la que sostiene al resto de los integrantes del clan, acaba de ingresar a las filas del mismo movimiento de Naim, pero ama por igual a sus dos hermanos por encima de las diferencias políticas.
La obra, una metáfora sobre las consecuencias terribles que una guerra inacabable tiene sobre las relaciones entre los implicados en zona de conflicto, plantea argumentos contrapuestos de igual peso permitiendo distintos puntos de vista: ninguno de los involucrados es inocente ni culpable del todo.
En la trama se plantean dos incógnitas: una es la responsabilidad por la invalidez de Nidal, el hermano menor, herido por disparos en una manifestación a la que lo había llevado Naim y la otra, la acusación de la organización a Daoud de ser un informante del ejército israelí, que Naim necesita esclarecer antes de defenderlo ante sus camaradas o entregarlo para ser ejecutado. El centro de la obra, cuyo final es sorpresivo, es la influencia de la guerra sobre personas concretas, la violencia de afuera que engendra la de adentro y arrastra a una tragedia no por anunciada menos penosa. La obra ha sido representada en más de 100 países de Europa y América.

## Adaptaciones
- El nombre se usó para un libro de Disney publicado en el año 2011.